# Passiflora colinvauxii
Passiflora colinvauxii là một loài thực vật có hoa trong họ Lạc tiên. Loài này được Wiggins mô tả khoa học đầu tiên năm 1970.